# Genevieve Lloyd
Genevieve Mary Lloyd (16 de octubre de 1941) es una filósofa y feminista australiana.

## Biografía
Lloyd estudió filosofía en la Universidad de Sídney a principios de la década de 1960 y luego en Somerville College, Oxford. Obtuvo su doctorado en filosofía en 1973. Desde 1967 hasta 1987 dio clases en la Universidad Nacional Australiana, período durante el cual desarrolló sus ideas más influyentes y escribió The Man of Reason, publicado en 1984. En 1987 fue nombrada titular de la cátedra de filosofía en la Universidad de Nueva Gales del Sur, siendo la primera profesora de filosofía nombrada en Australia. Al jubilarse, fue nombrada profesora emérita.

## Obras
- Lloyd, Genevieve (1986). The man of reason: "male" and "female" in Western philosophy. Methuen & Co Ltd. ISBN 0-416-34920-X.
- Lloyd, Genevieve (1993). The man of reason: "male" and "female" in Western philosophy (second ed.). Routledge. ISBN 0-415-09681-2.
- Lloyd, Genevieve (1993). Being in time: selves and narrators in philosophy and literature. Routledge. ISBN 9780415071963.
- Lloyd, Genevieve (1994). Part of nature: self-knowledge in Spinoza's Ethics. Cornell University Press. ISBN 9780801429996.
- Lloyd, Genevieve (1996). Routledge philosophy guidebook to Spinoza and the ethics. Routledge. ISBN 9780415107822.
- Lloyd, Genevieve; Gatens, Moira (1999). Collective imaginings: Spinoza, past and present. Routledge. ISBN 9780415165716.
- Lloyd, Genevieve (2001). Spinoza: critical assessments. Routledge. ISBN 9780415186223.
- Lloyd, Genevieve (2002). Feminism and history of philosophy. OUP. ISBN 9780199243747.
- Lloyd, Genevieve (2008). Providence lost. Harvard University Press. ISBN 9780674031531.
- Lloyd, Genevieve (2013). Enlightenment Shadows. Oxford University Press. ISBN 9780199669561.
- Lloyd, Genevieve (2018). Reclaiming Wonder: After the Sublime. Edinburgh University Press. ISBN 9781474433112.